# M82 X-1
M82 X-1은 메시에 82에 위치한 초고광도 엑스선원으로, 질량이 태양의 약 100~1,000배 가량의 중간질량 블랙홀 후보로 거론되고 있다. M82 X-1의 광도는 항성질량 천체의 에딩턴 한계를 초과하며, 초고광도 엑스선원 중 밝은 편에 속한다.

## 같이 보기
- M82 X-2